# Szamosi Judit (koreográfus)
Szamosi Judit (Budapest, 1986. május 4. –) magyar koreográfus, táncpedagógus, táncművész.

## Élete
Édesapja számítástechnikus, édesanyja fényképész. Rendszeresen táncolni önálló ambícióból 3 éves korában kezdett a Budai Táncklub iskolában.
2008-tól dolgozik együtt Zéró Balettel, az MMS Mozdulatművészeti Stúdióval, miközben Kommunikációs Főiskola-i tanulmányai mellett 2009-től elvégezte a Magyar Táncművészeti Főiskola, táncos és próbavezető moderntánc szakát, ahol az Esélyegyenlőségi Bizottság tagja is volt. Ekkor nyerte első, Kartárs című koreográfiájával első díját is. 2012-től az L1 Egyesület tagja is, továbbá 2019-ben pszichológusi diplomát szerzett a Károli Gáspár Református Egyetemen.

## Munkái
Már középiskolában is részt vett előadásokban, mint például a Nemzeti Táncszínházban M. Kecskés András Nárcisztikus vírus című előadásában. Majd kapcsolatba került a Berger Gyulával és a Zéró Balettel, akikkel 2008-tól, először a Park Action nevű előadásban dolgoztak együtt, 2009-től készít rendszeresen saját koreográfiákat.
Pályafutása eddigi legfontosabb munkája a Mi ketten vagyunk című előadás Pethő Kincső és Rusu Andor előadásában, mely több elismerés között a SzólóDuó táncfesztivál közönségdíját is elnyerte. 2009-ben a Kartárs című előadása volt az első díjnyertes előadása a pécsi Harmadik Színház fesztiválon. 2011-ben Európai Ifjúsági táncdíjat nyert Németországban, Aachenben a Roll Dance Budapest kerekesszékes táncegyüttessel való munkájáért.